# Finistère
Il Finistère (in bretone Penn-ar-Bed) è un dipartimento francese in Bretagna.
Confina con i dipartimenti delle Côtes-d'Armor a nord-est e del Morbihan a sud-est. È bagnato a nord dal Canale della Manica e a sud e a ovest dall'Oceano Atlantico.
Fu creato nel 1790 sulla base del baliato di Quimper/Kemper e delle diocesi di Cornovaglia e di Léon.
In italiano è anche noto nella forma desueta Finisterra.

## Etimologia
Il nome di "Finistère" viene dal latino Finis terrae, cioè confine della terra. Il nome in bretone di "Penn-ar-Bed", letteralmente "punta del mondo", però è anche traducibile come "fine del mondo".
L'etimo del toponimo è il medesimo dell'altra penisola avanzata del continente europeo in direzione dell'Oceano Atlantico, il Finisterre della Galizia: mentre però nel caso spagnolo esso designa un centro abitato costruito a ridosso del promontorio, in quello francese esso è un prodotto amministrativo della rivoluzione, probabilmente attinto dalla preesistenza dell'Abbazia Saint-Mathieu de Fine-Terre. In ogni caso, sin dal Medioevo tra le due località vi era una connessione, essendo congiunti da uno dei percorsi del Sentiero di Compostela che si prolunga fino al faro di Finisterre.

## Geografia umana
Le principali città, oltre al capoluogo Quimper/Kemper, sono Brest, Châteaulin/Kastellin, Morlaix/Montroulez, Carhaix-Plouguer/Karaez-Plouger, Douarnenez, Quimperlé/Kemperle e Concarneau/Konk-Kerne.
Vi si parla un misto di francese e bretone. A nord il dialetto "leonardo" e a sud il "cornovagliese". Questa divisione linguistica è dovuta all'antica divisione politica tra la contea di Léon (a nord) e il reame, poi contea, di Cornovaglia (a sud). Fino alla prima guerra mondiale quasi tutta la popolazione parlava solo bretone e fino alla metà degli anni sessanta la grande maggioranza della popolazione parlava bretone, ma aveva imparato il francese.